# Diecéze Accia
Diecéze Accia je titulární diecéze římskokatolické církve, založená roku 1966 ze zrušené diecéze Accia. Tato diecéze se nachází ve Francii.

## Historie
Roku 824 byla založena diecéze Accia a roku 1563 byla zrušena. Roku 1966 ji papež Pavel VI. obnovil jako titulární diecézi.

## Titulární biskupové
| hodnost          | jméno                          | úřad                                                          | od                 | do                 |
| ---------------- | ------------------------------ | ------------------------------------------------------------- | ------------------ | ------------------ |
| titulární biskup | Luis Rojas Mena                | pomocný biskup Culiacánu (Mexiko)                             | 6. května 1968     | 20. srpna 1969     |
| titulární biskup | Jean-Baptiste Ama              | pomocný biskup Jaunde (Kamerun)                               | 12. prosince 1974  | 22. července 1983  |
| titulární biskup | Louis Jean Dufaux              | pomocný biskup Marseille (Francie)                            | 27. února 1984     | 10. března 1988    |
| titulární biskup | Jean Zerbo                     | pomocný biskup Bamaka (Mali)                                  | 21. června 1988    | 19. prosince 1994  |
| titulární biskup | Jean-Claude Périsset           | adjunkt sekretář Papežské rady pro jednotu křesťanů (Vatikán) | 16. listopadu 1996 | 12. listopadu 1998 |
| titulární biskup | James Liu Tan-kuei             | pomocný biskup Tchaj-pej (Tchaj-wan)                          | 18. května 1999    | 4. prosince 2004   |
| titulární biskup | Rochus Josef Tatamai           | pomocný biskup Kerema (Papua Nová Guinea)                     | 8. července 2005   | 29. listopadu 2007 |
| titulární biskup | Roberto Francisco Ferrería Paz | pomocný biskup Niterói (Brazílie)                             | 19. prosince 2007  | 8. června 2011     |
| titulární biskup | Giovanni Crippa                | pomocný biskup São Salvador da Bahia (Brazílie)               | 21. března 2012    | 9. července 2014   |
| titulární biskup | Levi Bonatto                   | pomocný biskup Goiânia (Brazílie)                             | 8. října 2014      | dosud              |